# Carex insularis
Carex insularis är en halvgräsart som beskrevs av Dugald Carmichael. Carex insularis ingår i släktet starrar, och familjen halvgräs. Inga underarter finns listade i Catalogue of Life.